# Geraise
Geraise ist eine Gemeinde im französischen Département Jura in der Region Bourgogne-Franche-Comté.

## Geographie
Geraise liegt auf 672 m, östlich von Salins-les-Bains und etwa 24 km nördlich der Stadt Champagnole (Luftlinie). Das Bauerndorf erstreckt sich im Jura, auf dem ersten Juraplateau, an einem leicht nach Westen geneigten Hang zwischen den Erosionstälern der Furieuse im Westen und des Lison im Osten.
Die Fläche des 6,04 km² großen Gemeindegebiets umfasst einen Abschnitt des französischen Juras. Der zentrale Teil des Gebietes wird von der Hochfläche des Juraplateaus eingenommen, das durchschnittlich auf 650 m liegt und überwiegend von Acker- und Wiesland bestanden ist. Das Plateau besitzt keine oberirdischen Fließgewässer, weil das Niederschlagswasser im verkarsteten Untergrund versickert. Die nördliche Abgrenzung bildet dabei der Bois Bovard. Nach Süden reicht der Gemeindeboden in den Bois des Paules (bis 720 m). Auf der Anhöhe östlich des Dorfes wird mit 736 m die höchste Erhebung von Geraise erreicht. Östlich davon befindet sich der Erosionskessel des Bief de Vau (Seitenbach des Lison), dessen oberer Teil ebenfalls zu Geraise gehört. Das Tal ist tief in die umgebenden Hochflächen eingeschnitten und wird an seiner Oberkante von mehreren Felsvorsprüngen gekrönt.
Nachbargemeinden von Geraise sind Salins-les-Bains im Norden, Nans-sous-Sainte-Anne und Sainte-Anne im Osten, Cernans im Süden sowie Clucy im Westen.

## Geschichte
Erstmals urkundlich erwähnt wird Geraise im 12. Jahrhundert. Im 17. Jahrhundert existierte nahe beim Gouffre du Gros-Gadeau (Höhle) ein Herrschaftssitz. Zusammen mit der Franche-Comté gelangte das Dorf mit dem Frieden von Nimwegen 1678 an Frankreich.

## Bevölkerung
| Jahr                       | 1962 | 1968 | 1975 | 1982 | 1990 | 1999 | 2004 | 2017 |
| -------------------------- | ---- | ---- | ---- | ---- | ---- | ---- | ---- | ---- |
| Einwohner                  | 64   | 55   | 41   | 57   | 51   | 41   | 40   | 42   |
| Quellen: Cassini und INSEE |      |      |      |      |      |      |      |      |

Mit 43 Einwohnern (Stand 1. Januar 2022) gehört Geraise zu den kleinsten Gemeinden des Départements Jura. Nachdem die Einwohnerzahl in der ersten Hälfte des 20. Jahrhunderts abgenommen hatte (1886 wurden noch 127 Personen gezählt), wurden seit Beginn der 1970er Jahre nur noch relativ geringe Schwankungen verzeichnet.

## Wirtschaft und Infrastruktur
Geraise war bis weit ins 20. Jahrhundert hinein ein vorwiegend durch die Landwirtschaft und die Forstwirtschaft geprägtes Dorf. Noch heute leben die Bewohner zur Hauptsache von der Tätigkeit im ersten Sektor. Außerhalb des primären Sektors gibt es nur wenige Arbeitsplätze im Dorf. Einige Erwerbstätige sind Wegpendler, die in den größeren Ortschaften der Umgebung ihrer Arbeit nachgehen.
Die Ortschaft liegt abseits der größeren Durchgangsstraßen. Die Hauptzufahrt erfolgt von der D72, die von Salins-les-Bains nach Pontarlier führt. Weitere Straßenverbindungen bestehen mit Clucy und Saizenay.

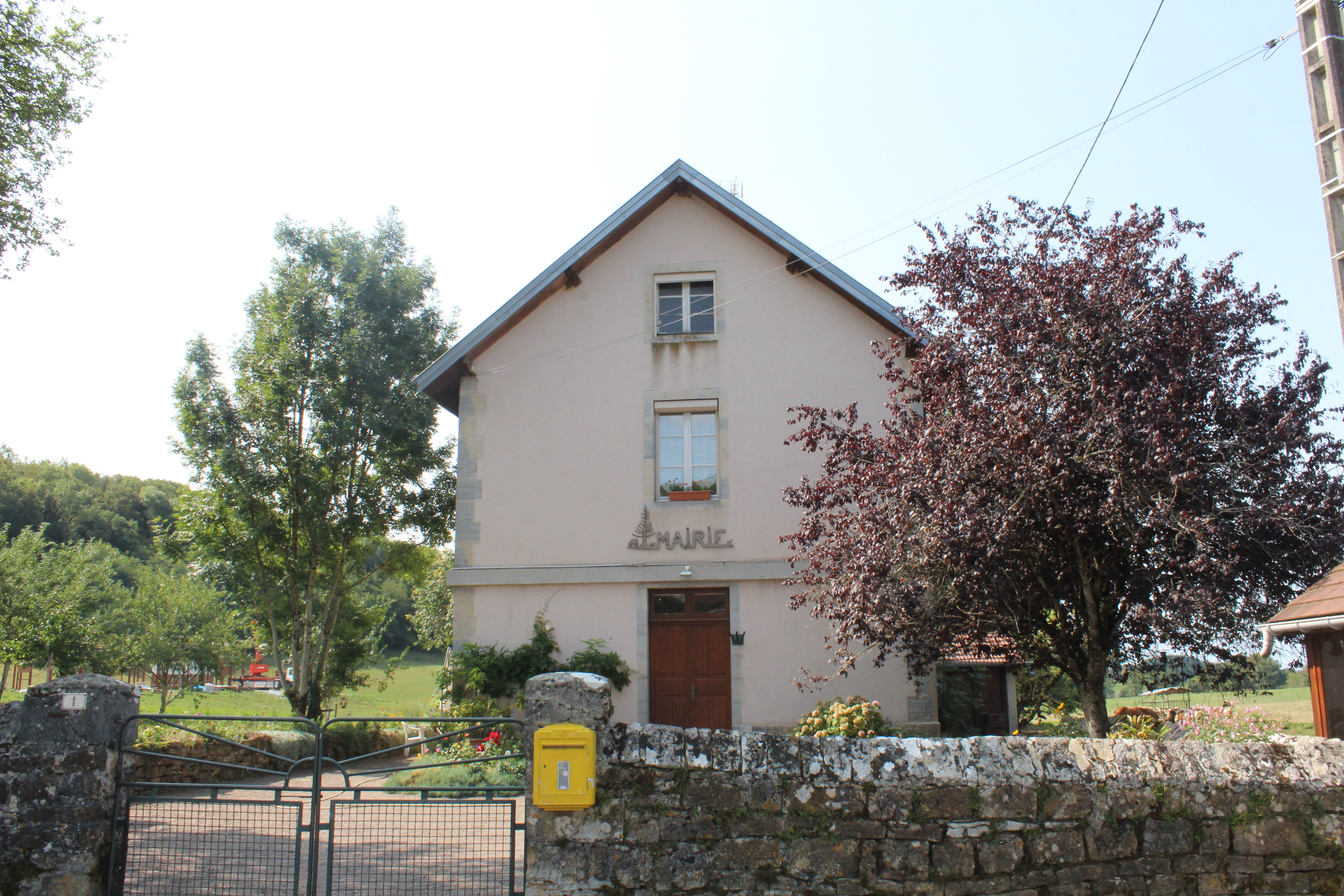
Mairie Genaise